# Kvalserien till Elitserien i ishockey 1986
Kvalserien till Elitserien i ishockey 1986 spelades 13-27 mars 1986 för att avgöra vilka lag som skulle få spela i Elitserien 1986/1987. Kvalserien bestod av fyra lag och spelades i sex omgångar. Modo AIK försvarade sin plats i Elitserien, medan IK VIK Hockey, Hammarby, och Huddinge fick spela i Division I 1986/1987.
Huddinge hade spelat en tät serie i den Allsvenska finalen mot Skellefteå, men fått ge sig i tre raka matcher. I kvalserien inledde man med seger hemma mot Modo, och även om det inte syns i sluttabellen var man det lag som var närmast att ha kunnat lura Modo på elitserieplatsen.
Mot slutet av näst sista matchen hemma mot Hammarby var Huddinge i ledning 4-2, och vid seger skulle man ligga en enda poäng bakom Modo inför sista omgången, där lagen skulle mötas i Örnsköldsvik, och då "bara" behöva vinna den matchen för att gå om. 
Hammarby hann dock komma igen i slutminuterna till 4-4, och därmed låg Huddinge två poäng och en hel del mål efter. Vid en vinst med sju mål hade de fortfarande kunnat lura Modo på elitseriespel, och det lyckades så klart inte. Huddinge gick visserligen fram till 2-0, men Modo vände till samma 3-2 som Huddinge hade vunnit med i lagens första möte i premiäromgången.
Då Västerås samtidigt vann mot Hammarby kom Modo att landa på nio poäng, och alla övriga på fem, med Huddinge lite ironiskt med sämst målskillnad, så att man slutade sist.

## Slutställning
| Nr | Lag           | S | V | O | F | GM | IM | MS | P |
| -- | ------------- | - | - | - | - | -- | -- | -- | - |
| 1  | Modo AIK      | 6 | 4 | 1 | 1 | 29 | 20 | +9 | 9 |
| 2  | IK VIK Hockey | 6 | 2 | 1 | 3 | 25 | 24 | +1 | 5 |
| 3  | Hammarby IF   | 6 | 1 | 3 | 2 | 23 | 27 | −4 | 5 |
| 4  | Huddinge IK   | 6 | 2 | 1 | 3 | 16 | 22 | −6 | 5 |